# Japan LPGA Championship
Het Japan LPGA Championship (日本女子プロゴルフ選手権大会)  is bijna het oudste golfkampioenschap van de Japanse Ladies PGA. Het oudste kampioenschap is het Japan Women's Open, dat ook in 1968 startte. Beide kampioenschappen zijn een Major van de Japanse Tour
samen met het World Ladies Golf Tournament dat in 1973 startte.
De huidige naam van het toernooi is JLPGA Championship Konica Minolta Cup (日本女子プロゴルフ選手権大会コニカミノルタ杯). In 2012 was het prijzengeld ¥ 140.000.000.
De eerste editie was in 1968. De winnares, Hisako Higuchi, won het toernooi negen keer, daarnaast won ze het Japan Women's Open acht keer.

## Winnaars
| - 1968: Hisako Higuchi - 1969: Hisako Higuchi - 1970: Hisako Higuchi - 1971: Hisako Higuchi - 1972: Hisako Higuchi - 1973: Hisako Higuchi - 1974: Hisako Higuchi - 1975: Sayoko Yamazaki - 1976: Hisako Higuchi - 1977: Hisako Higuchi - 1978: Yuko Moriguchi - 1979: Ayako Okamoto - 1980: Tatsuko Ohsako | - 1981: Mieko Suzuki - 1982: Ayako Okamoto - 1983: Tatsuko Ohsako - 1984: Huang Yueh-Chyn - 1985: ?? To Agyoku - 1986: Kayoko Ikoma - 1987: Fusako Nagata - 1988: Tatsuko Ohsako - 1989: Fukumi Tani - 1990: Ayako Okamoto - 1991: Tatsuko Ohsako - 1992: Ok-Hee Ku - 1993: Kaori Harada | - 1994: Kumiko Hiyoshi - 1995: Aki Takamura - 1996: Ikuyo Shiotani - 1997: Akiko Fukushima - 1998: Michiko Hattori - 1999: Fuki Kidoh - 2000: Aki Takamura - 2001: Kumiko Hiyoshi - 2002: Ok-Hee Ku - 2003: Yuri Fudoh - 2004: Kaori Higo - 2005: Yuri Fudoh - 2006: Ai Miyazato | - 2007: Akane Iijima - 2008: Hyun-Ju Shin - 2009: Shinobu Moromizato - 2010: Saiki Fujita - 2011: Yuko Mitsuka - 2012: Chie Arimura - 2013: Lee Bo-mee - 2014: Ai Suzuki - 2015: Teresa Lu - 2016: Ai Suzuki - 2017: Lee Ji-hee |